# Řád Bogdana Zakladatele
Řád Bogdana Zakladatele (rumunsky: Ordinul „Bogdan Întemeietorul”) je třetí nejvyšší státní vyznamenání Moldavské republiky. Založen byl roku 2008 při příležitosti oslav 650. výročí vzniku moldavského státu.

## Historie
Řád byl založen moldavským parlamentem zákonem č. 314-XVI ze dne 26. prosince 2008. Pojmenován byl po prvním nezávislém moldavském vojvodovi Bogdanu I. Moldavském. Vyznamenání vzniklo při příležitosti oslav 650. výročí založení moldavského státu. Tyto oslavy se měly slavit v roce 2009 a v březnu téhož roku byla moskevská mincovna pověřena výrobou 500 kusů tohoto vyznamenání. Po parlamentních volbách v roce 2009 však došlo ke změně vlády, a tak byl v roce 2009 udělen jediný Řád Bogdana Zakladatele. Ten byl prezidentem Vladimirem Voroninem udělen moldavskému literátovi Ionu Drucemu za zvláštní zásluhy o národní obrození, za zásluhy o rozvoj kulturních vztahů s cizími zeměmi a za zvyšování mezinárodní prestiže Moldavska. Další řád udělil až v roce 2011 prezident Marian Lupu. V roce 2017 obnovil udílení tohoto řádu prezident Igor Dodon při příležitosti památky na 2. února 1365, kdy získalo území Moldavska nezávislost.

## Pravidla udílení
Řád je udílen v jediné třídě za vynikající služby při rozvoji a posilování státnosti Moldavska, za významný přínos k obrození národa, upevňování občanského míru, dosažení jednoty a harmonie ve společnosti, či za zvláště plodnou činnost s cílem posílit mezinárodní prestiž země.

## Insignie
Řádový odznak o průměru 45 mm je vyroben z pozlaceného stříbra a má tvar kříže. Kříž je položen na stříbrné hvězdě. Uprostřed kříže je kulatý medailon se zlatým portrétem vojvody Bogdana I. na koni. Pozadí medailonu je červeně smaltované. Okolo je bíle smaltovaný kruh s nápisem BOGDAN • ÎNTEMEIETORUL. Tato slova jsou od sebe oddělena dvěma trojicemi zirkonů. Na zadní straně je spona umožňující připnutí odznaku k oděvu.
Stuha je červená se zlatou lilií.